# Yosef Azran

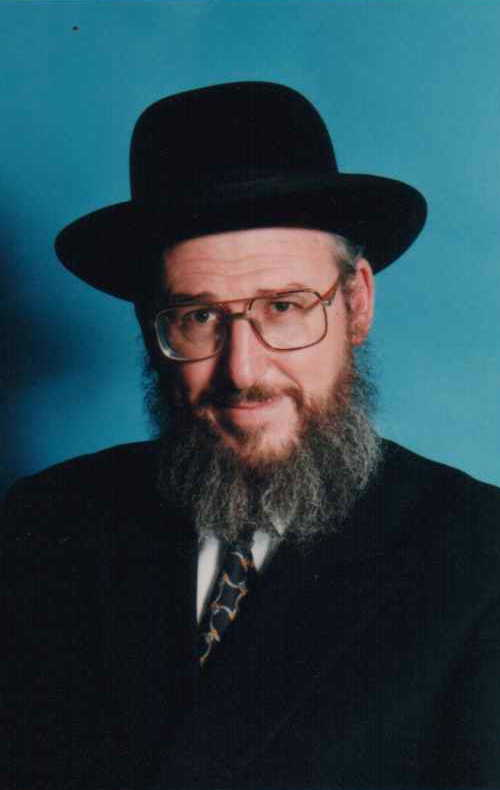
Yosef Azran

Yosef Azran (hebräisch יוסף עזרן) (* 19. Oktober 1941 in Marrakesch, Marokko; † 10. Februar 2010 in Rischon LeZion) war ein israelischer Rabbiner und Politiker.

## Leben
Die Familie des in Marokko geborenen Azran kam 1957 im Rahmen der Einwanderung (Alija) nach Israel. Dort besuchte er die High School sowie eine Talmudhochschule (Jeschiwa). Nach seiner Ordination zum Rabbiner am Harry Fischel-Institut leistete er seinen Militärdienst als Militärrabbiner bei den Israelischen Verteidigungsstreitkräften (IDF) und wurde später Direktor einer Pädagogischen Einrichtung in Marokko und danach eines Jüdischen Internats in Straßburg.
Nach seiner Rückkehr nach Israel war er als Rabbiner in einem Viertel von Jerusalem tätig und im Anschluss Direktor des Torah-Instituts von Ashdod. Danach wurde er Rabbi von Kirjat Mal’achi, einer Kleinstadt südlich von Tel Aviv im Hügelland der Schefela, und war als solcher auch Gründer und Vorsitzender von "Netivot Haim" in Kirjat Mal'achi sowie in Bnei Berak.
Seine politische Laufbahn begann er am 21. November 1988 mit der erstmaligen Wahl zum Mitglied der Knesset. Dort vertrat er zunächst die Interessen der orthodoxen Partei "Schas" und war später unabhängiges Mitglied der Knesset bis zum 17. Juni 1996. Während seiner Abgeordnetentätigkeit war er Mitglied mehrerer Ausschüsse.
Zwischen Juli 1990 und Juli 1992 war er Stellvertretender Finanzminister in der Regierung von Ministerpräsident Jitzchak Schamir.
Im Anschluss war er bis Juni 1996 Mitglied des Präsidiums sowie zeitweise Stellvertretender Sprecher der Knesset (Deputy Speaker of the Knesset).
Zuletzt war er Rabbi von Rischon LeZion, der viertgrößten Stadt Israels. Als Rabbiner war er auch Verfasser von Artikeln und rechtlichen Auslegungen von Überlieferungen des Judentums (Halacha) in der Zeitung "Nahar-De'ah".